# Nino Bongiovanni
Angelo Nino Bongiovanni (Firenze, 19 aprile 1930) è un giocatore di baseball e cestista italiano.

## Carriera
Nino Bongiovanni nato a Firenze nel 19 aprile 1930 è stato giocatore di baseball e di basket.
È stato lanciatore mancino ed interbase.
Ha fatto parte della squadra B.C. Firenze campione d'Italia del 1949 con la seguente formazione: Giuseppe Bacci, Enzo Strina, Nino Bongiovanni, Sergio Palmieri, Mario Cristin, Luigi Fattori, Franco Frasconi, Egisto Carozzi, Sergio Manetti, Sergio Masini, Clarence Burks, Alberto Seminara, Giampiero De Pasquale, Emilio Ronzani.

Ha giocato con la nazionale italiana di baseball nel 1958 ad Amsterdam collezionando 3 presenze perdendo la finale con la nazionale Olandese.